# Argusnachtzwaluw
De argusnachtzwaluw (Eurostopodus argus) is een vogel uit de familie Caprimulgidae (nachtzwaluwen).

## Verspreiding en leefgebied
Deze soort is endemisch in Australië en overwintert op de Aru-eilanden en de Kleine Soenda-eilanden.